# María Teresa Linares
María Teresa Linares Savio (* 14. August 1920 in Havanna; † 26. Januar 2021 in Havanna) war eine kubanische Musikwissenschaftlerin und -pädagogin.

## Leben
Linares studierte in Havanna Literatur und Hispanistik mit dem Schwerpunkt Kubanistik. Zwischen 1948 und 1954 betrieb sie mit ihrem Ehemann, dem Musikwissenschaftler Argeliers León, Feldforschung zu spanischen und afrikanischen Wurzeln der kubanischen Musik. In Zusammenarbeit mit der Empresa de Grabaciones y Ediciones Musicales (EGREM) entstand hieraus die neunteilige Schallplattenreihe Antología de Música Afrocubana. Mit der EGREM realisierte sie auch Produktionen wie Viejos cantos afrocubanos, Canciones hispano cubano und La canción cubana tradicional und Aufnahmen mit Werken kubanischer Künstler wie Benny Moré, Sindo Garay, María Teresa Vera, Ñico Saquito, Celina González und Bola de Nieve.
In den 1960er Jahren  gab sie Seminare und Kurse am Gran Teatro de La Habana und am Conservatorio Alejandro García Caturla, war Professorin an der Sommerschule der Universität Havanna und veröffentlichte Artikel und Essays in kubanischen und internationalen Fachzeitschriften. Weiterhin arbeitete sie am  Instituto de Etnología y Folklore der Academia de Ciencias de Cuba, war Präsidentin der musikwissenschaftlichen Sektion der Asociación de Músicos de la Unión de Escritores y Artistas de Cuba, Vizepräsidentin der Fundación Fernando Ortiz und Gründerin des Instituto de Etnología y Folklore an der Akademie der Wissenschaften. Zwischen 1984 und 1997 war sie Leiterin des Museo Nacional de la Música. Für ihr Wirken wurde sie in Kuba vielfach ausgezeichnet, u. a. mit dem  Premio Nacional de Investigaciones Culturales (1999), dem Premio Internacional Fernando Ortiz (2000) und dem Premio Nacional de Música (2006).

## Schriften
- Influencia española en la música cubana, 1958
- Introducción a Cuba: La música popular, 1970
- La Música y el pueblo, 1974
- La Música entre Cuba y España: la ida y la vuelta, 1998
- El punto cubano, 1999